# Estación de Fuente Palmera
Fuente Palmera, posteriormente renombrada como Navalgrulla, fue una estación ferroviaria situada en el municipio español de Écija, en la provincia de Sevilla. La estación se encontraba en el paraje ecijano de Navalgrulla, muy alejada de la localidad de Fuente Palmera. El núcleo urbano más cercano es el enclave cordobés de El Villar, que se situaba a 5 kilómetros del emplazamiento ferroviario.

## Situación ferroviaria
Las instalaciones ferroviarias se encontraban situadas en el punto kilométrico 58,1 de la línea férrea de ancho ibérico Marchena-Valchillón, entre las estaciones de Écija y La Carlota. 

## Historia
La estación fue abierta al tráfico el 10 de junio de 1885 con la puesta en marcha del tramo Écija a La Carlota de la línea que pretendía unir Marchena con Córdoba. Las obras y explotación inicial corrieron a cargo de la Compañía de los Ferrocarriles Andaluces. El objetivo del ferrocarril era comunicar las Campiñas sevillana y cordobesa con el resto de la red y establecer una conexión entre Córdoba y Sevilla alternativa a la línea de MZA concluida en 1859. La explotación se centró en el tráfico de mercancías, pero destacó también el transporte de viajeros entre estaciones próximas.
Debido a la lejanía entre la localidad de Fuente Palmera y su estación, la estación de La Carlota, más cercana, fue la que sirvió de referencia a sus vecinos. Así, en el mapa ferroviario elaborado en 1948 por el Instituto Geográfico y Catastral, la estación carloteña aparece con el nombre de La Carlota-Fuente Palmera, mientras que la estación de Fuente Palmera aparece como Navalagrulla.
La línea pasó a manos del Estado en 1935 tras la quiebra de Andaluces. En 1970 se clausuró debido a la baja rentabilidad económica que ofrecía.

## Actualidad
Tras su desmantelamiento, la línea fue adecuada como Vía Verde. El emplazamiento de la antigua estación se reconoce por dos palmeras que destacan en el inmenso paisaje agrícola en el que se encuentra. Actualmente es lugar de vertido de basuras y escombros.